# Farmàcia Masvidal
La Farmàcia Masvidal és una obra racionalista de Sabadell (Vallès Occidental) inclosa a l'Inventari del Patrimoni Arquitectònic de Catalunya.

## Descripció
Edifici cantoner format per planta baixa i dos pisos destinat a habitació i comerç. La façana és plana, de gust racionalista, sense elements ornamentals i recoberta de gres blanc. La composició és una combinació de plens i buits amb unes obertures molt simples i precises.

## Història
Aquesta farmàcia és una de les més antigues que hi ha a la ciutat (1858). L'edifici actual és recent, la façana del carrer Sant Pere data de l'any 1955 i la de la Rambla del 1958.